# Architettura indo-saracena
L'architettura indo-saracena (detta anche indogotico, mogol-gotico o neo-mogol) è uno stile architettonico usato prevalentemente da architetti britannici in India nel tardo XIX secolo, specialmente per edifici pubblici e di rappresentanza dell'impero anglo-indiano e per i palazzi dei vari stati principeschi indiani. Lo stile riprende tratti stilistici e decorativi tipici dell'indigena architettura indo-islamica, e in particolare dell'architettura moghul (che i britannici chiamavano "stile indiano classico") e, meno frequentemente, dell'architettura dei templi indù.

## Esempi

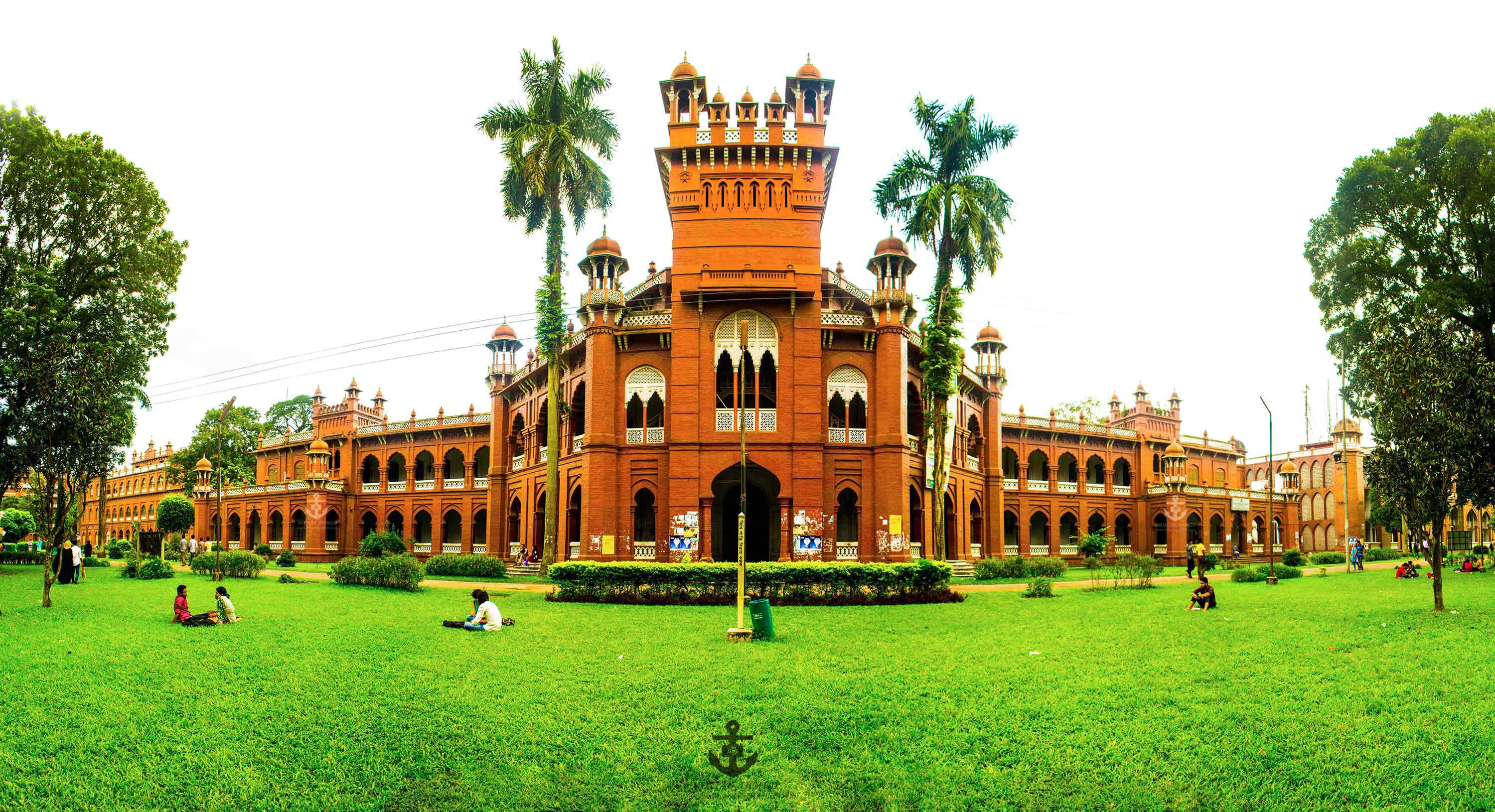
La Curzon Hall di Dacca
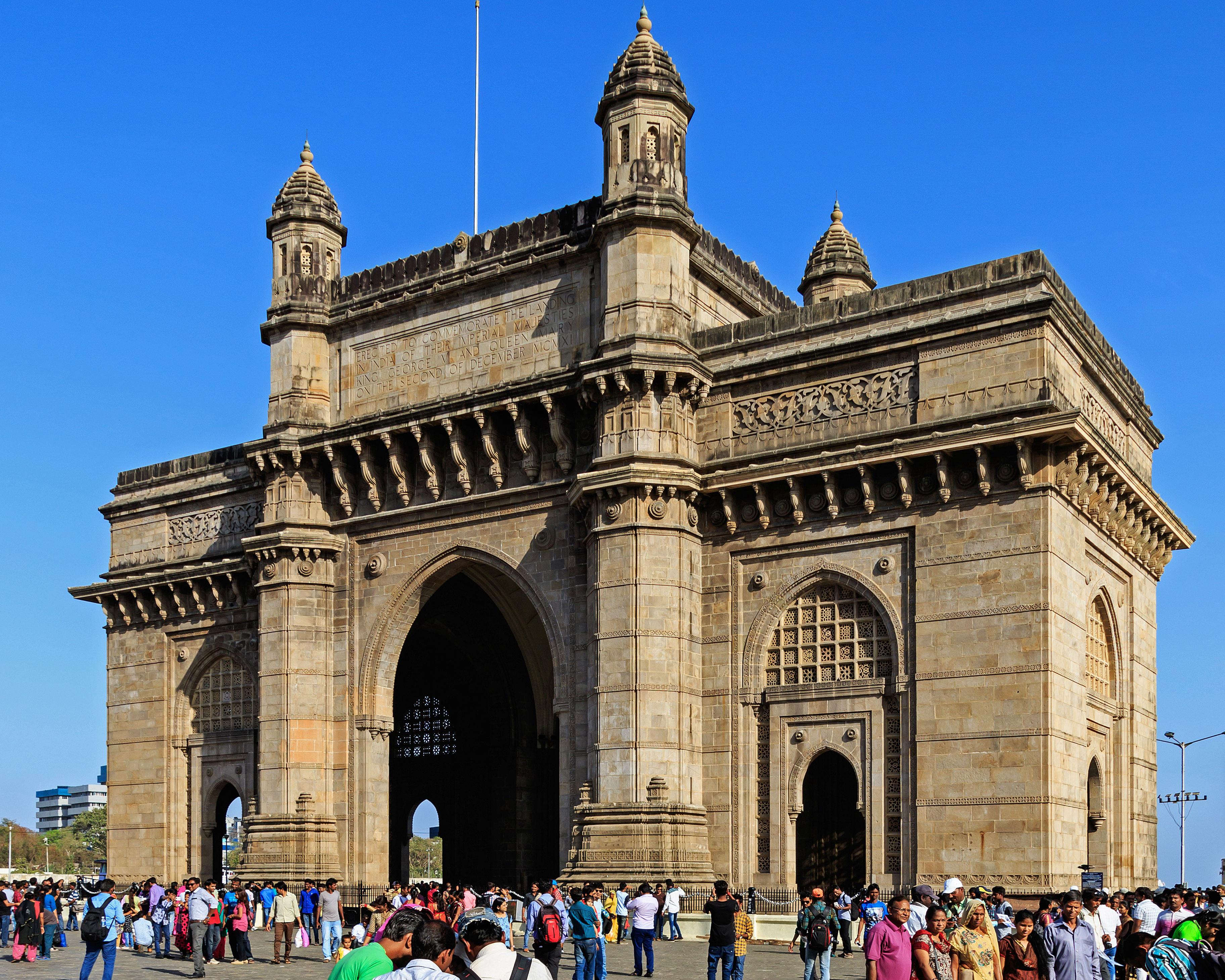
Il Portale dell'India (Mumbai)
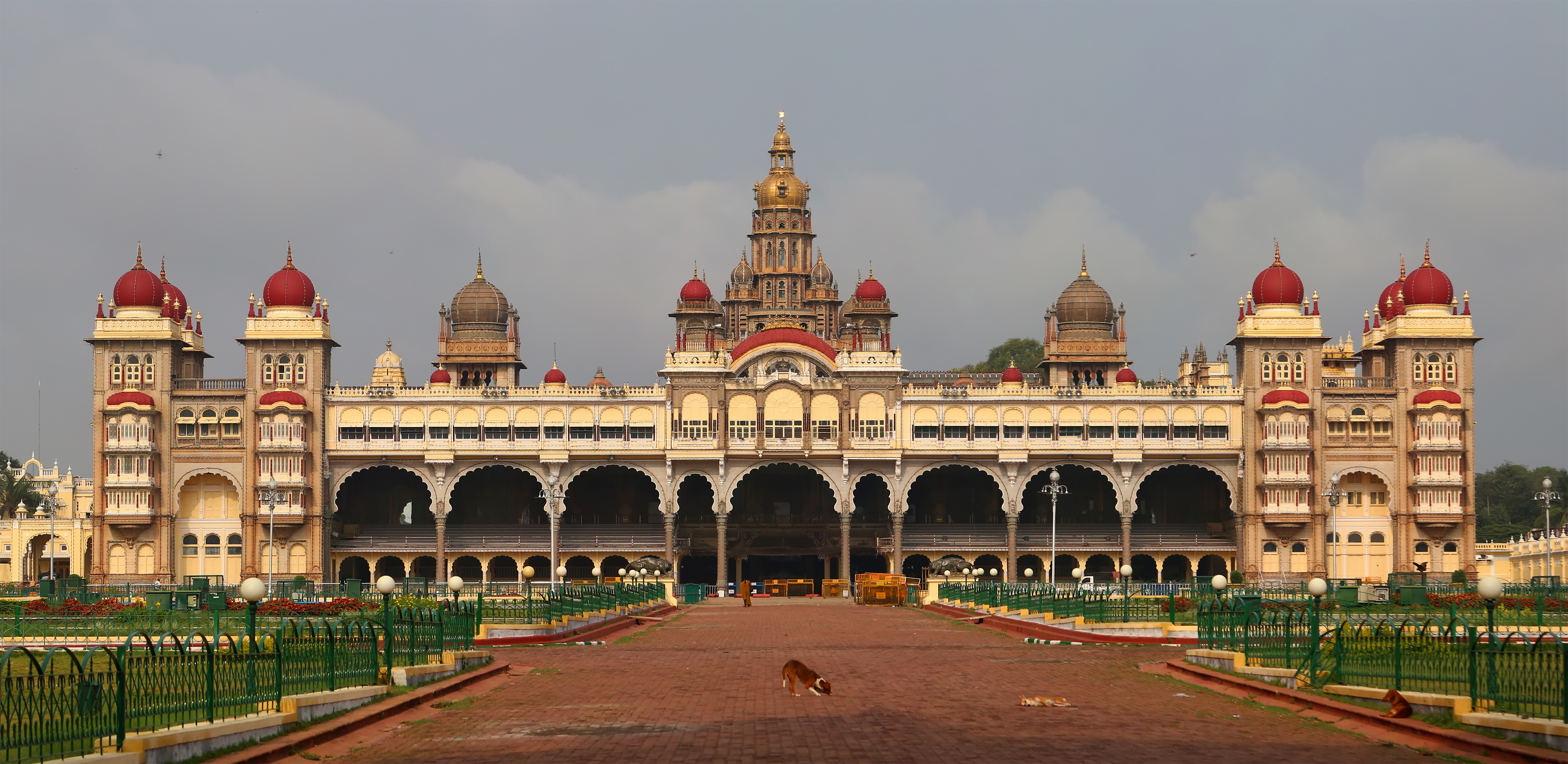
il Palazzo Mysore (Mysore)
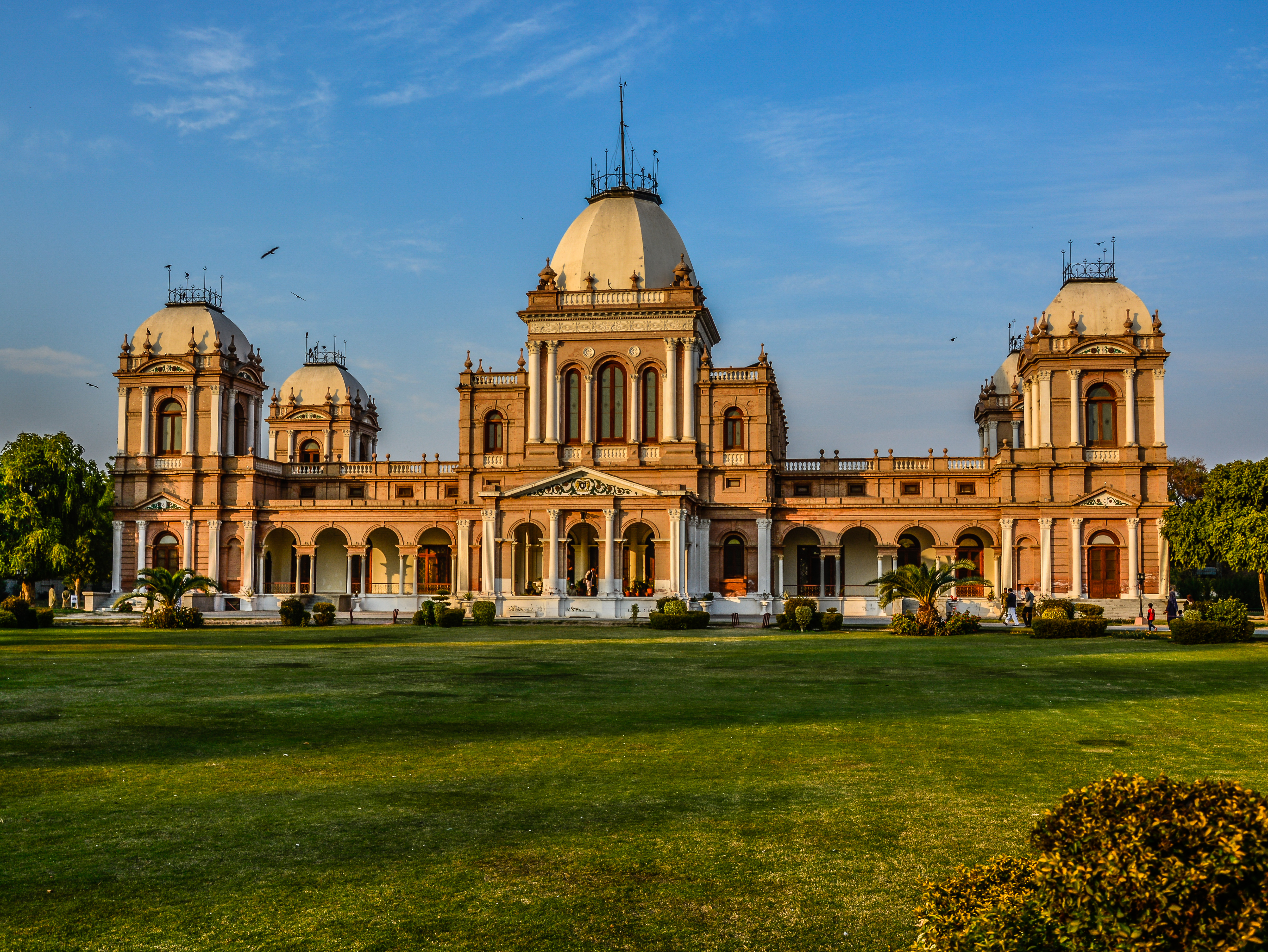
Il Noor Mahal di Bahawalpur
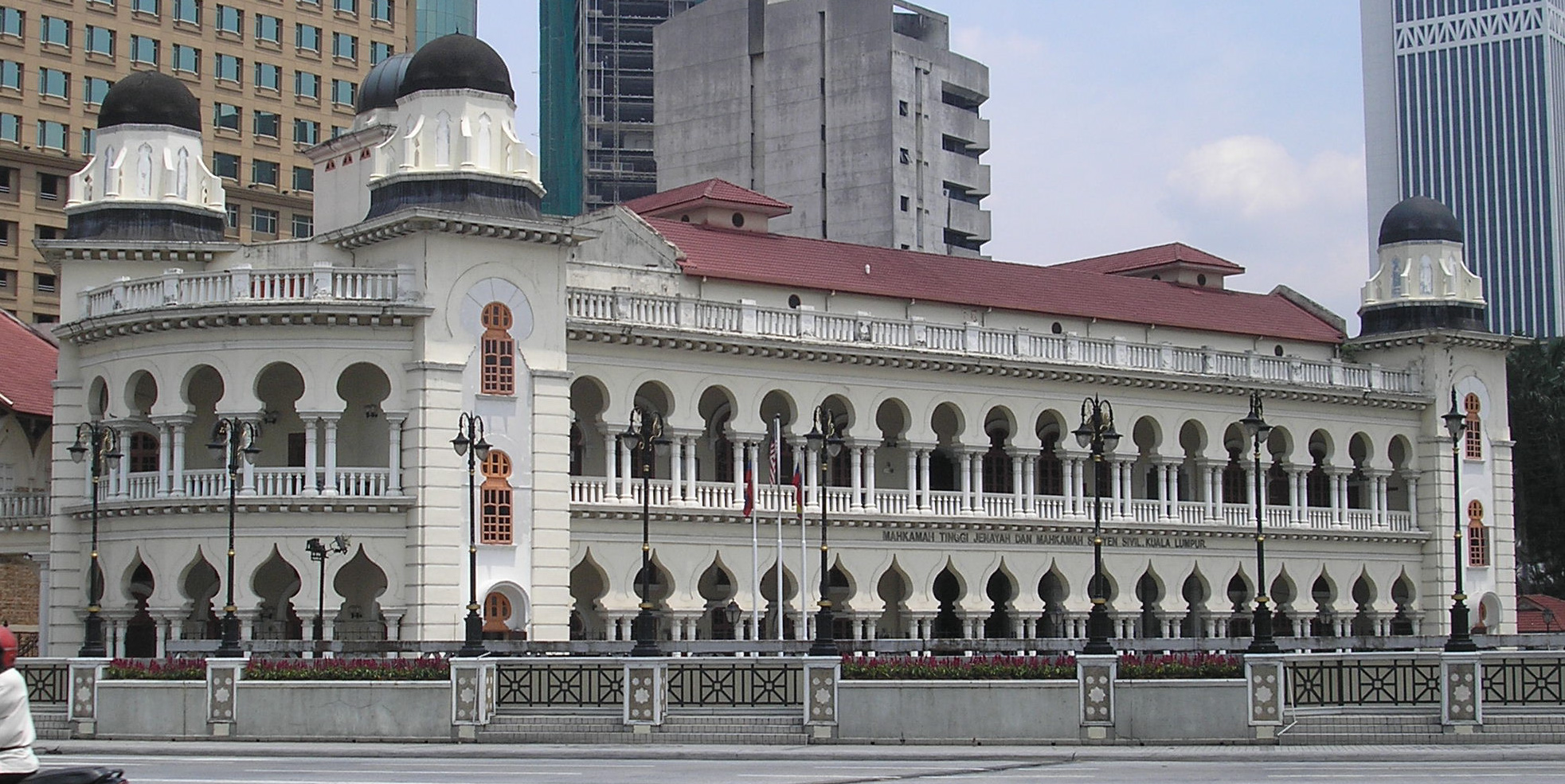
L'Old High Court Building di Kuala Lumpur
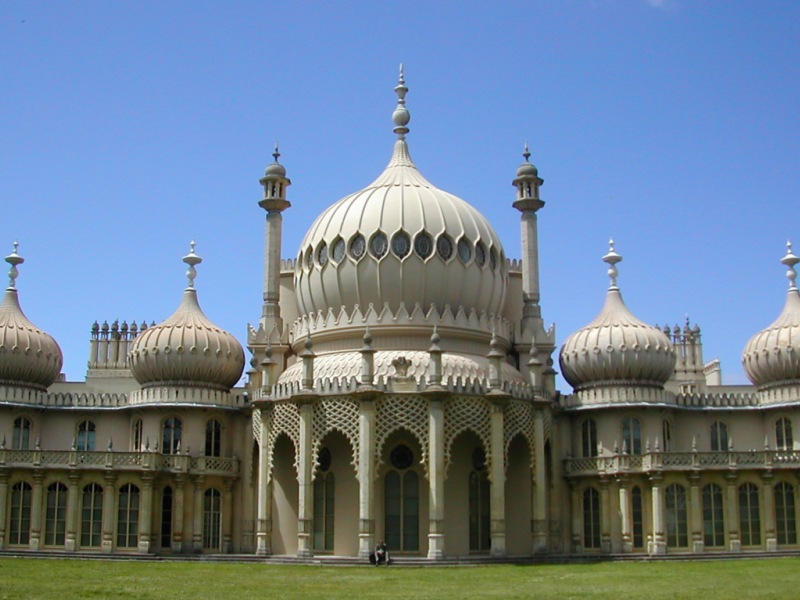
Il Royal Pavilion di Brighton (1815-23)
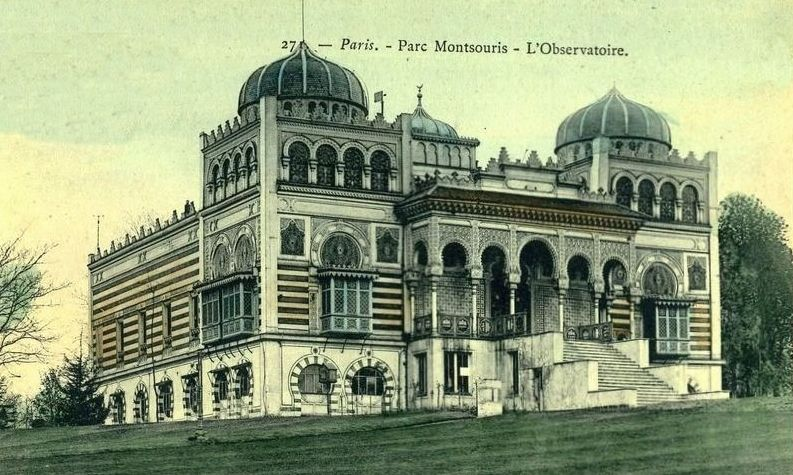
Il Palazzo del Bardo nel Parco Montsouris di Parigi